# Detlef Pevestorff
Detlef Pevestorff war ein deutscher Fußballspieler.

## Karriere
Pevestorff gehörte dem Rixdorfer FC Tasmania 1900 an, für den er in den vom Märkischen Fußball-Bund organisierten Meisterschaften Punktspiele bestritt.
Die letzten drei Meisterschaften vor dem Zusammenschluss mit dem Verband Berliner Ballspielvereine und dem Verband Berliner Athletik-Vereine zum Verband Brandenburgischer Ballspielvereine zur Durchführung einer einheitlichen Berliner Fußballmeisterschaft gewann er mit seiner Mannschaft allesamt. 1909 setzte sich seine Mannschaft mit einem Punkt, 1910 mit fünf Punkten und 1911 mit zwei Punkten Vorsprung auf den jeweils Zweitplatzierten in einer Liga mit neun Vereinen durch.
Aufgrund der drei regionalen Meistertitel war seine Mannschaft auch an den jeweiligen Endrunden um die Deutsche Meisterschaft vertreten, in denen er in fünf Spielen zwei Tore erzielte. Er debütierte am 2. Mai 1909 bei der 2:4-Niederlage auf dem Sportplatz an der Helmstedter Straße in Braunschweig gegen den Altonaer FC von 1893. Am 10. und 17. April 1910 bestritt er das mit 5:1 gewonnene Qualifikationsspiel beim SV Prussia-Samland Königsberg, gegen den er das Tor zum 2:0 erzielte, und das mit 2:1 gewonnene Viertelfinale gegen den VfR 1897 Breslau, gegen den er den 1:0-Führungstreffer in der dritten Minute erzielte. Das Ausscheiden aus dem Wettbewerb ereilte ihn und seine Mannschaft am 1. Mai 1910 mit der 0:6-Niederlage bei Holstein Kiel im Halbfinale. Sein letztes Endrundenspiel bestritt er am 7. Mai 1911 auf dem Fürther Sportplatz am Ronhofer Weg bei der 0:4-Niederlage gegen den Karlsruher FV.

## Erfolge
- Halbfinalist Deutsche Meisterschaft 1910
- Märkischer Meister 1909, 1910, 1911